# Böblingen (stacja kolejowa)
Böblingen – stacja kolejowa w Böblingen, w kraju związkowym Badenia-Wirtembergia, w Niemczech. Znajdują się tu 3 perony.